# (39882) Edgarmitchell
(39882) Edgarmitchell ist ein Asteroid des inneren Hauptgürtels, der am 1. März 1998 von dem belgischen Astronomen Eric Walter Elst am La-Silla-Observatorium der Europäischen Südsternwarte in Chile (IAU-Code 809) entdeckt wurde.
Der mittlere Durchmesser des Asteroiden wurde mit 2,490 km (±0,675) berechnet, die Albedo mit 0,285 (±0,169).
(39882) Edgarmitchell wurde am 23. März 2016 nach dem sechs Wochen zuvor verstorbenen US-amerikanischen Astronauten Edgar Mitchell benannt. Mitchell war der sechste Mensch, der den Mond betrat. Der Mondkrater Mitchell hingegen war schon 1935 nach der Astronomin Maria Mitchell benannt worden.